# 檜山城
檜山安東氏城館跡是秋田縣能代市的檜山集落之東側丘陵的宏偉山城。檜山城跡附近還有大館跡、茶臼館跡、国清寺跡等，是日本國內指定史跡。